# Christiane Soeder
Christiane Soeder, née le 15 janvier 1975 à Remscheid en Allemagne est une coureuse cycliste autrichienne, d'origine allemande.

## Biographie
Christiane Soeder commence sa carrière sportive en duathlon. Triple championne d'Allemagne de 1999 à 2001, elle se classe cinquième du championnat du monde en 1999 puis troisième en 2000.
À partir de 2002, elle se consacre au cyclisme sur route. Spécialiste du contre-la-montre, elle remporte sept fois le championnat d'Autriche de la discipline, réalisant un doublé avec le titre de la course en ligne en 2004 et 2006. En 2007, elle se classe troisième du championnat du monde du contre-la-montre. L'année suivante, elle remporte la Grande Boucle féminine.
En 2009, elle participe à la Grande Boucle féminine internationale et se classe troisième du contre-la-montre inaugural. Elle se trouve dans le groupe d'échappée le lendemain et réalise les quinze derniers kilomètres en solitaire afin de s'imposer. Elle devance le peloton de trente-sept secondes et devient la nouvelle porteuse du maillot or. Elle le perd le lendemain au profit de sa coéquipière Emma Pooley qui part seule sous la flamme rouge. Elle termine deuxième de la dernière étape et finit deuxième du classement général, ainsi que vainqueur du classement par points,.

## Palmarès
- 2002
  - 3e du Grand Prix de la Forêt noire
- 2003
  - 2e du championnat d'Allemagne du contre-la-montre
  - 2e du championnat d'Allemagne sur route
- 2004
  -  Championne d'Autriche du contre-la-montre
  -  Championne d'Autriche sur route
  - 3e du Luk Challenge
- 2005
  -  Championne d'Autriche du contre-la-montre
  - Prologue du Tour de l'Aude
  - 3ea étape du Tour Cycliste Féminin de la Drôme (contre-la-montre par équipes)
  - 2e étape de La Grande Boucle féminine internationale
  - 2e du championnat d'Autriche sur route
  - 2e du Souvenir Magali Pache
  - 3e du Tour Cycliste Féminin de la Drôme
  - 3e de La Grande Boucle féminine internationale
- 2006
  -  Championne d'Autriche du contre-la-montre
  -  Championne d'Autriche sur route
  - 1re étape du Geelong Tour
  - Prologue du Tour de Thuringe
  - L'Heure D'Or Féminine (avec Nicole Cooke, Priska Doppmann, Karin Thürig, Joanne Kiesanowski)
  - 2e du Tour des Flandres
  - 2e du Chrono Champenois - Trophée Européen
- 2007
  -  Championne d'Autriche du contre-la-montre
  - Prologue du Tour de l'Aude
  - 5ea étape du Tour de Thuringe
  - 2e du Souvenir Magali Pache
  - 3e du Tour de Bochum
  - 3e du championnat du monde du contre-la-montre
- 2008
  - Geelong Tour
  - Souvenir Magali Pache
  - 7e étape de La Grande Boucle féminine internationale
  - La Grande Boucle féminine internationale
  - Open de Suède Vårgårda (contre-la-montre par équipes, avec Priska Doppmann, Karin Thürig, Carla Ryan, Sarah Düster, Pascale Schnider)
  - 2e étape du Tour de l'Ardèche
  - 2e du championnat du monde du contre-la-montre
- 2009
  -  Championne d'Autriche du contre-la-montre
  -  Championne d'Autriche sur route
  - Open de Suède Vårgårda Time Trial (contre-la-montre par équipes)
  - Souvenir Magali Pache
  - 2e étape de La Grande Boucle féminine internationale
  - 4e étape du Tour de Thuringe
  - 1re et 2e étapes du Tour Cycliste Féminin International Ardèche
  - 2e de La Grande Boucle féminine internationale
  - 8e de la Flèche wallonne (Cdm)
- 2010
  -  Championne d'Autriche du contre-la-montre
- 2012
  -  Championne d'Autriche du contre-la-montre

## Distinction
- Cycliste autrichien de l'année : 2007